# Casa Jorba (Barcelona)

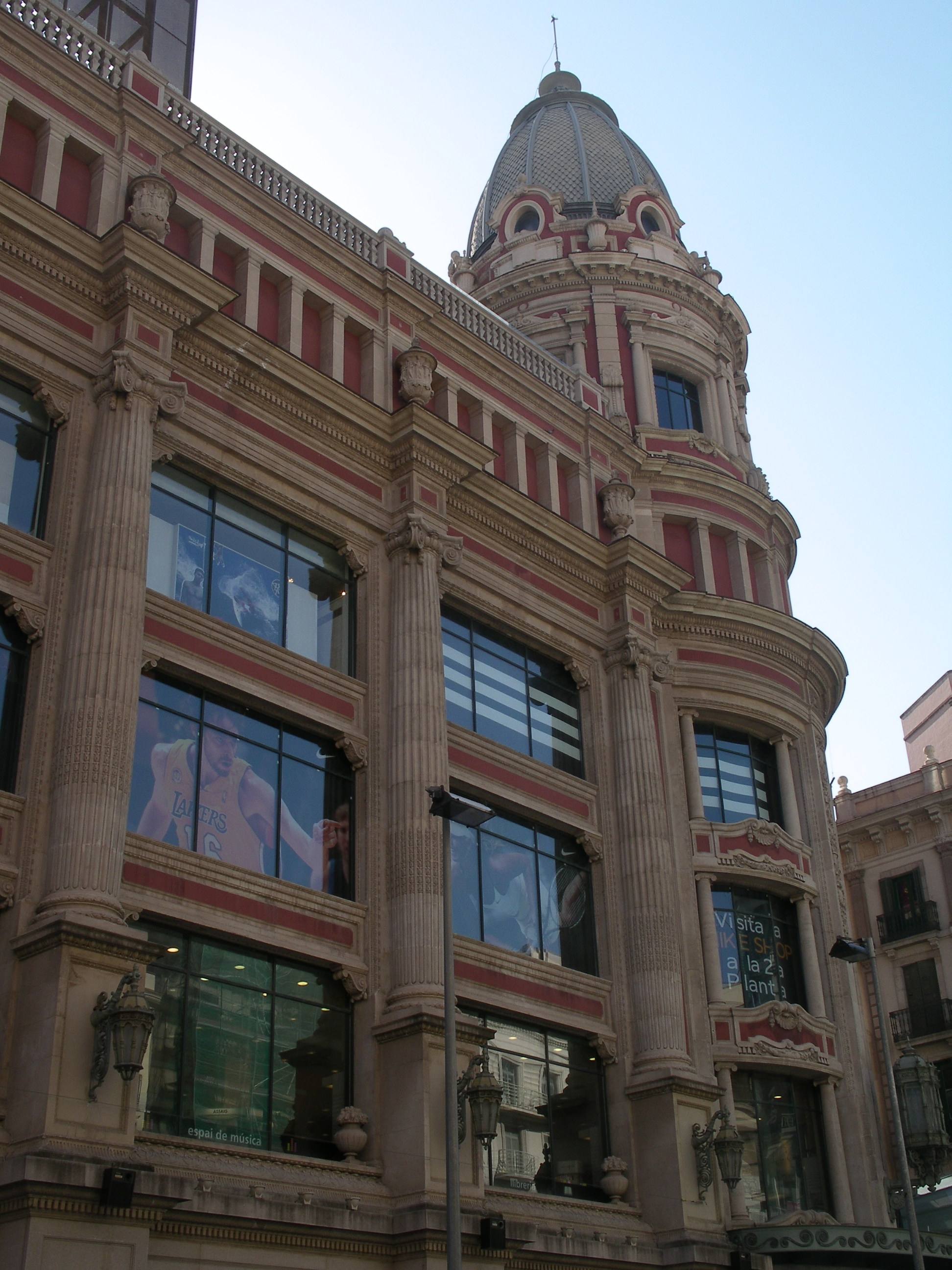
Fachada y torre de la Casa Jorba, en la Puerta del Ángel.

Casa Jorba o Can Jorba es un edificio situado en la avenida de la Puerta del Ángel de Barcelona, esquina con la calle de Santa Anna. Se construyó para albergar una sucursal de Almacenes Jorba, empresa familiar manresana de grandes almacenes. Posteriormente pasó a propiedad de Galerías Preciados y El Corte Inglés.

## Historia
Fue proyectado por Arnald Calvet i Peyronill, arquitecto al que también se le encargó la construcción del edificio de Can Jorba, en Manresa. El edificio, que ganó el Concurso anual de edificios artísticos del Ayuntamiento de Barcelona, fue abierto al público el 25 de octubre de 1926 y se caracteriza por su estética clasicista ligada a la arquitectura francesa de la época. El escultor V. Castillo realizó el grupo escultórico que se encuentra en la fachada de la Puerta del Ángel y donde se puede leer el lema latino de la empresa: Labor omnia vincit (El trabajo todo lo vence). Fue el primer edificio comercial de España en instalar escalera mecánicas. En 1932 se produjo una ampliación, añadiéndose dos plantas más al mismo. Interiormente, se estructuraba a partir de un núcleo de comunicaciones central, con una escalera imperial y cuatro ascensores que la flanqueaban, y alrededor de dos patios de luces cubiertos por claraboyas de cristal de forma cupular, que unas reformas realizadas durante los años 60 destruyeron.

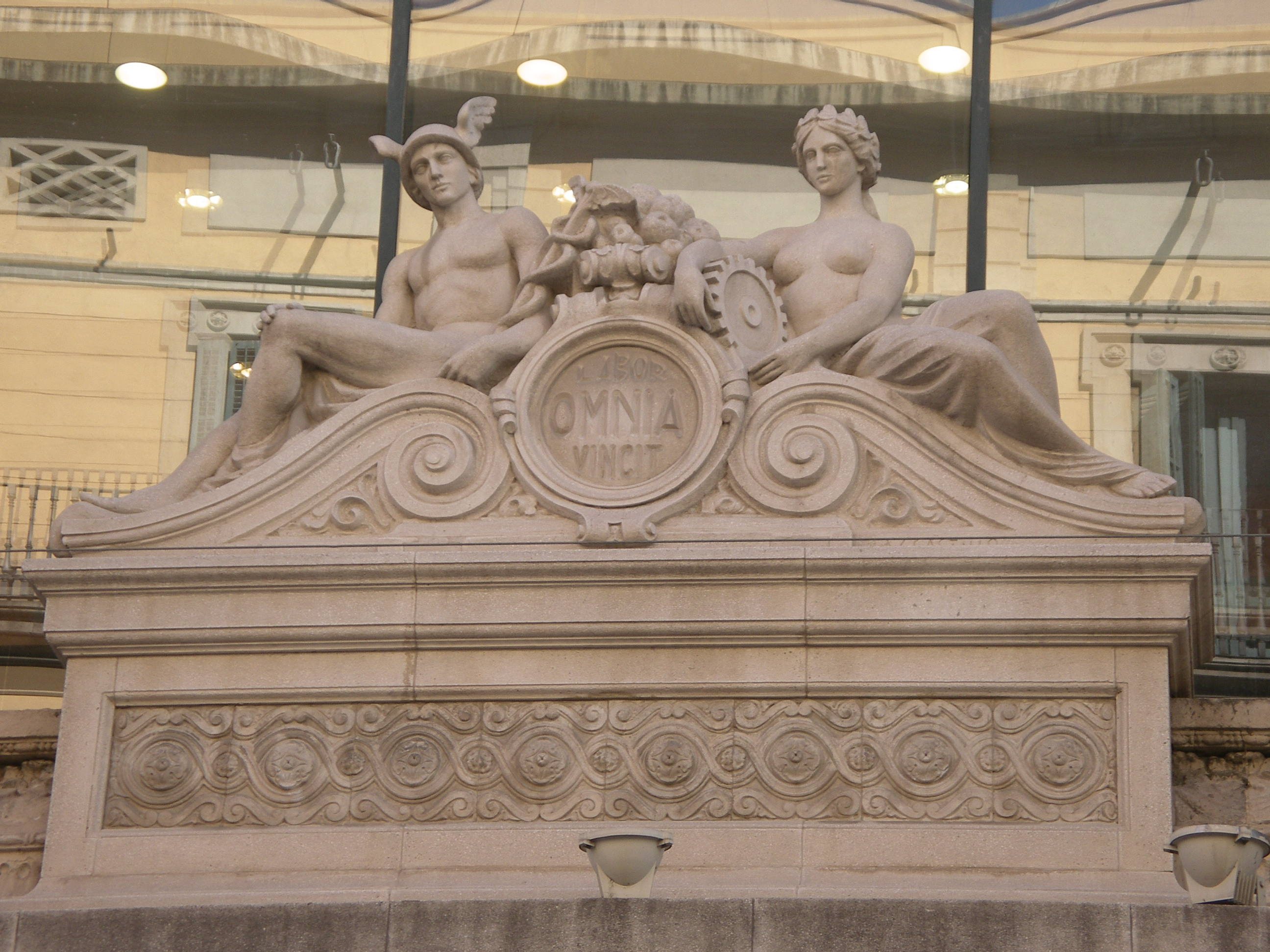
Grupo escultórico de V. Castillo en la puerta de Casa Jorba.

El responsable del negocio era Pere Jorba i Gassó que desde 1911 regentaba unos grandes almacenes situados en la Calle de la Judería, en Barcelona. Bajo su administración, Casa Jorba se convirtió en uno de los mejores establecimientos de la ciudad y, en los productos con los que comercializaba, llegó a ser un importante competidor de los conocidos almacenes El Siglo, situados en la Rambla. Asimismo, se caracterizó por ser uno de los comercios más innovadores de toda España, tal y como lo demuestra el hecho de introducir servicios paralelos a la venta de productos: en el propio edificio se estableció una estafeta de correos, agencia de viajes, guardería para niños (con un parque que tenía un pequeño zoológico), etc. Con gran visión de futuro, introdujo técnicas de fidelización de la clientela femenina, como cursos de costura, cocina, labores de media, punto de cruz, etc. También potenció el desarrollo cultural, mediante el patrocinio de corales y concursos de castellers y albergando exposiciones de pintura.
En mayo de 1963, el edificio fue adquirido por la empresa Galerías Preciados, que continuó con el negocio con la finalidad de rivalizar con el El Corte Inglés, que había inaugurado su sede en la Plaza de Cataluña de Barcelona el año anterior. El 5 de diciembre de 1964 se reabrió el nuevo edificio, que había sido cerrado desde el 17 de julio para su renovación, y que se denominó como Jorba Preciados. En julio de 1995 cerró definitivamente, ya que la empresa Galerías Preciados cayó en suspensión de pagos.
Permaneció cerrado durante unos años, durante los cuales hubo diferentes proyectos para reutilizar el edificio, como instalar la gran biblioteca de Barcelona. Finalmente, en 1995 fue comprado por El Corte Inglés, que lo adaptó para instalar una sucursal. Esta tienda, abierta en mayo de 1998, estuvo destinada a los jóvenes, con productos audiovisuales, libros, ropa y otros hasta su cierre definitivo el 31 de agosto de 2024.